# Guaiacum
Guaiacum Plum. ex L. è un genere di alberi ed arbusti appartenenti alla famiglia Zygophyllaceae, originari delle regioni tropicali e subtropicali dell'America Centrale.

## Distribuzione e habitat
L'areale di questo genere si estende dalla Florida e il nord-ovest del Messico a Suriname e Bolivia.

## Tassonomia
In questo genere sono riconosciute sei specie:
- Guaiacum coulteri A.Gray
- Guaiacum nellii (G.Navarro) Christenh. & Byng
- Guaiacum officinale L.
- Guaiacum palmeri Vail
- Guaiacum sanctum L.
- Guaiacum unijugum Brandegee